# Attika (Architektur)

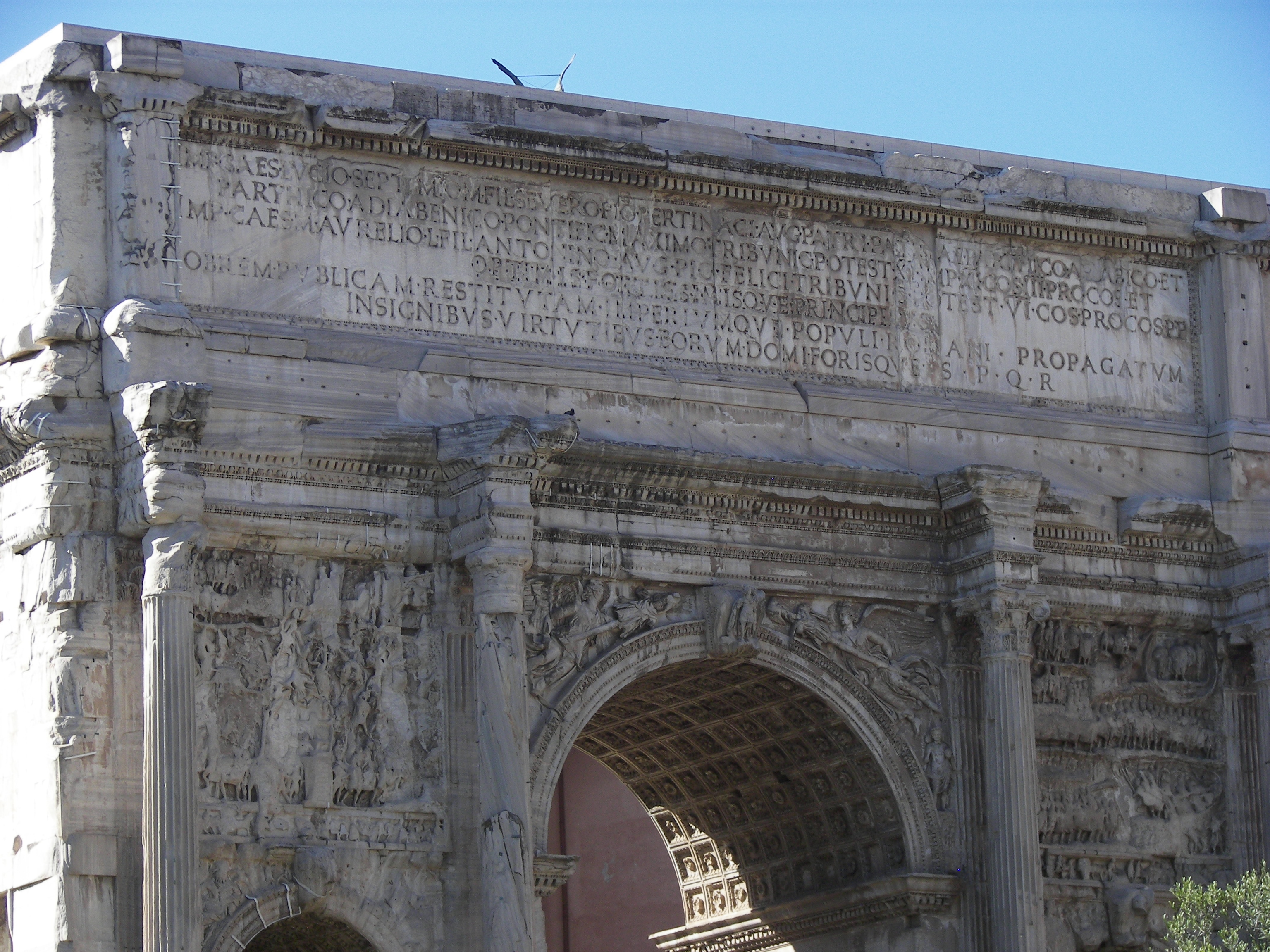
Attika des Septimius-Severus-Bogens in Rom

Attika (aus griechisch attikos ‚attisch‘) bezeichnet in der Architektur einen niedrigen Aufbau oder eine Brüstung über dem Hauptgesims eines Bauwerks, der bei historischen Bauten oft selbst wiederum mit einem Gesims abschließt. Er diente in der historischen Architektur zur Verdeckung des Daches. 
Heute wird der Begriff Attika im Bauwesen nicht nur für die Fortführung der Außenwand über die eigentliche Dachfläche hinaus, sondern auch für eine mehr oder weniger hohe Aufkantung am Flachdachrand verwendet.
Das oberste Geschoss eines Gebäudes wird auch als Attikageschoss bezeichnet, wenn es von der Fassadenebene zurückspringt, siehe auch Penthouse.

In englischsprachigen Ländern kann attic sowohl den Dachboden, wie auch ein abschließendes niedrigeres Geschoss eines Gebäudes bezeichnen.

## Begriff
Das Wort Attika stammt wahrscheinlich vom griechischen Adjektiv attikos ab, was „attisch“ bedeutet und damit auf die Herkunft dieser Bauform verweist. Eine davon abweichende Erklärung leitet die Bezeichnung vom lateinischen Verb attingere („berühren, anrühren“, auch „anstoßen, angrenzen“) ab, da die Attika an das Hauptgebäude angrenze oder es berühre. Gegen diesen Erklärungsversuch spricht allerdings, dass das zu attingere gebildete Partizip Perfekt Passiv attactus und nicht etwa atticus lautet.

## Antike Architektur
Die Attika soll erstmals in der griechischen Landschaft Attika verwendet worden sein, daher der Name. Es handelt sich hierbei um eine Aufmauerung oberhalb der Sima im Dachbereich. Ein wichtiges Beispiel hierfür findet sich in Athen am Thrasyllosmonument. Zum fast unentbehrlichen Bestandteil wird die Attika im römischen Bogenbau, an Toren und Triumphbögen als Sockel für die Aufstellung von Figuren und Vasen und zur Aufnahme von Inschriften und Reliefs. Die klassische Attika war fensterlos, es sei denn, dahinter war ein Attikageschoss verborgen.

## Nachantike Verwendung

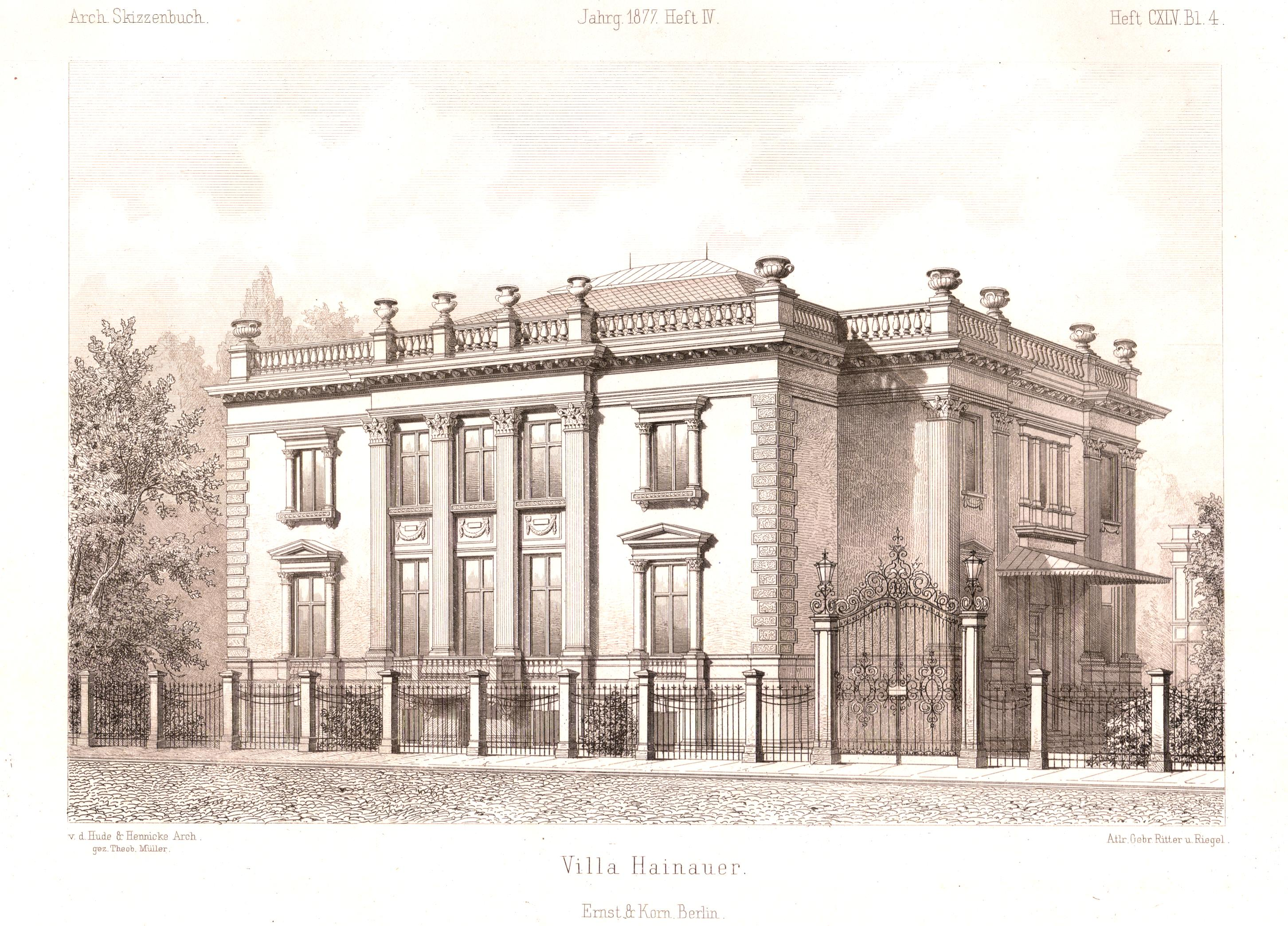
Als Balustrade gestaltete Attika an einer Villa in Berlin (1877)

In  der Baukunst von der Renaissance über den Barock bis zum Klassizismus war die Attika ein beliebtes Architekturelement zur Fassadengestaltung bei Kirchen und  Profanbauten. Dabei diente die Attika vor allem dazu, ein ästhetisch störendes Dach mit dessen Traufe zu verdecken. 
Die Attika kann auch als Brüstung gemauert oder als Balustrade aufgelöst erscheinen.

### Polnische Attika
In Polen und einigen benachbarten Gebieten waren in der Renaissance- und Barockzeit üppig mit Aufsätzen geschmückte, aber insgesamt waagerechte Fassadenabschlüsse beliebt, die sich oft weit von antiken Vorbildern entfernten.

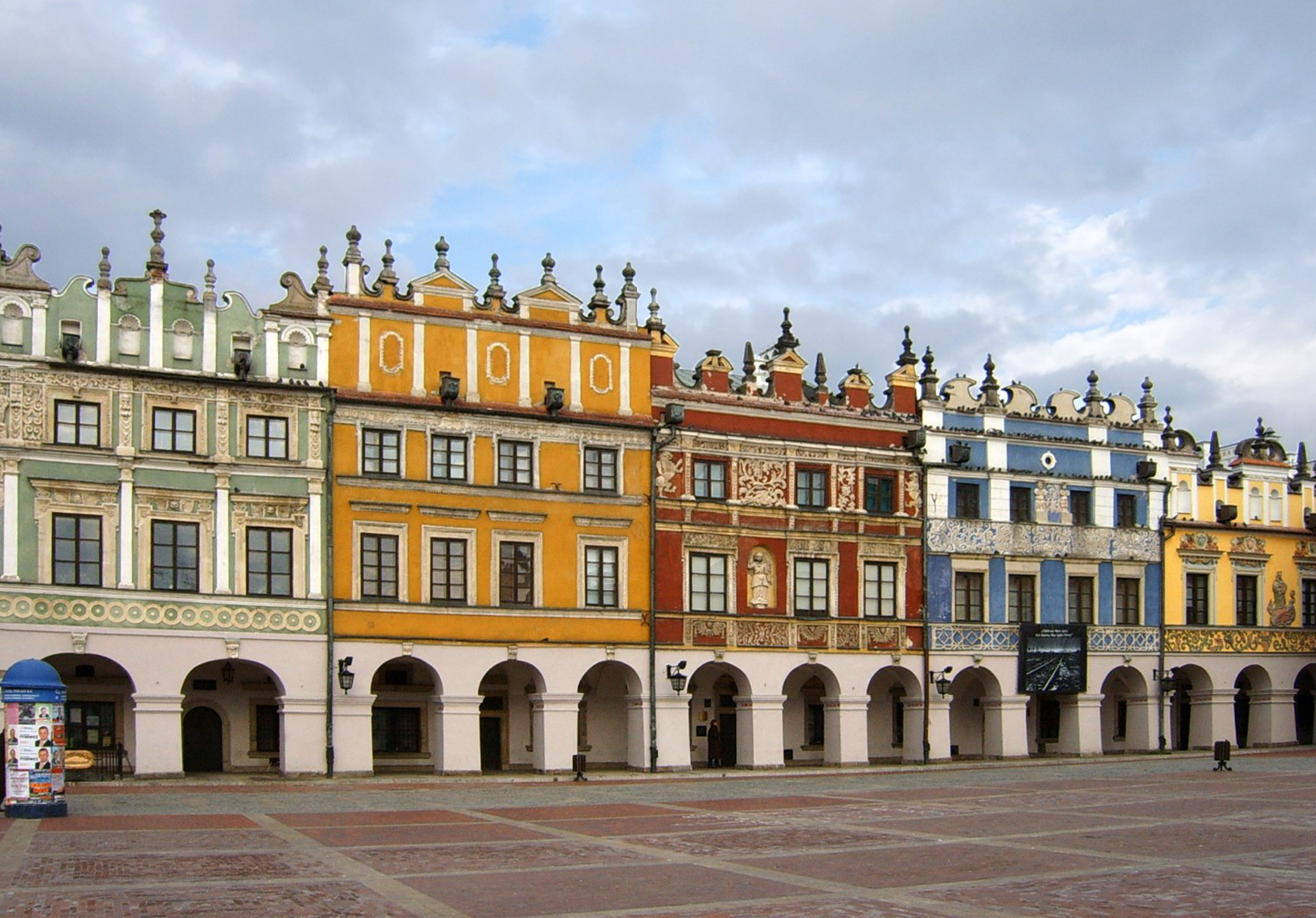
Bürgerhäuser am Marktplatz von Zamość
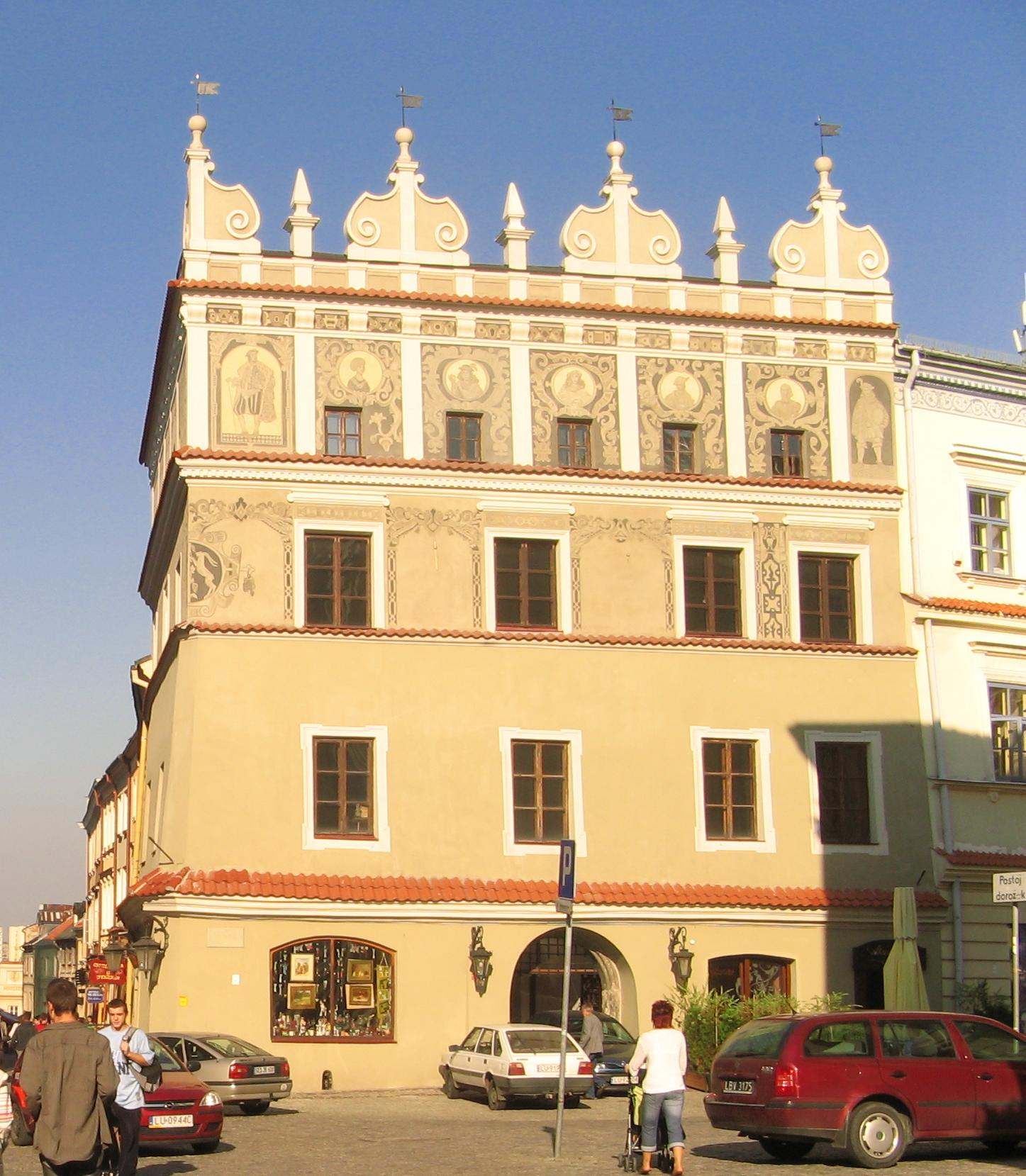
Chociszewska-Haus in Lublin
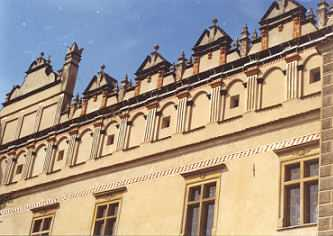
Schloss von Baranów Sandomierski
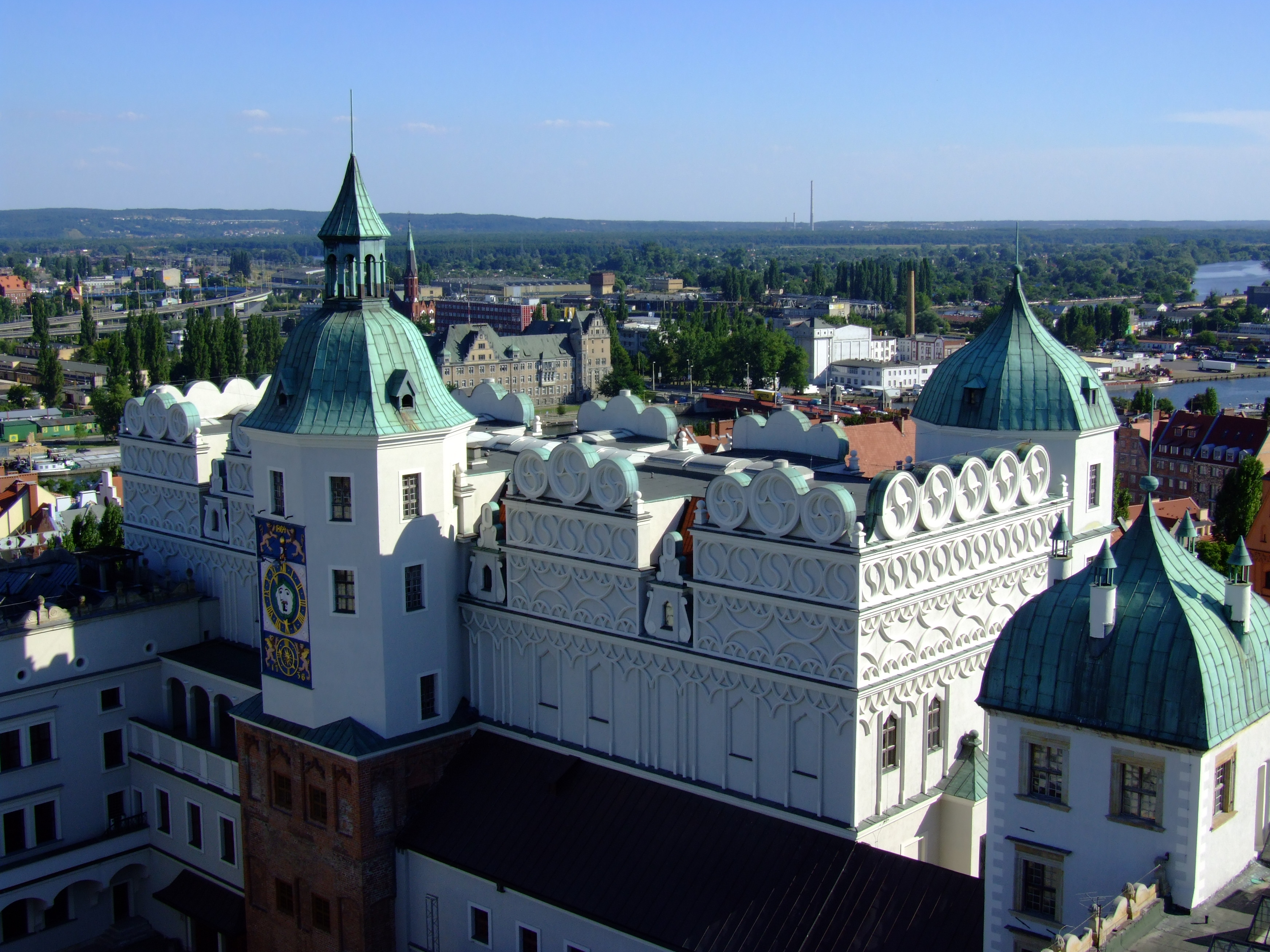
Schloss der Herzöge von Pommern in Stettin

### Attikageschoss

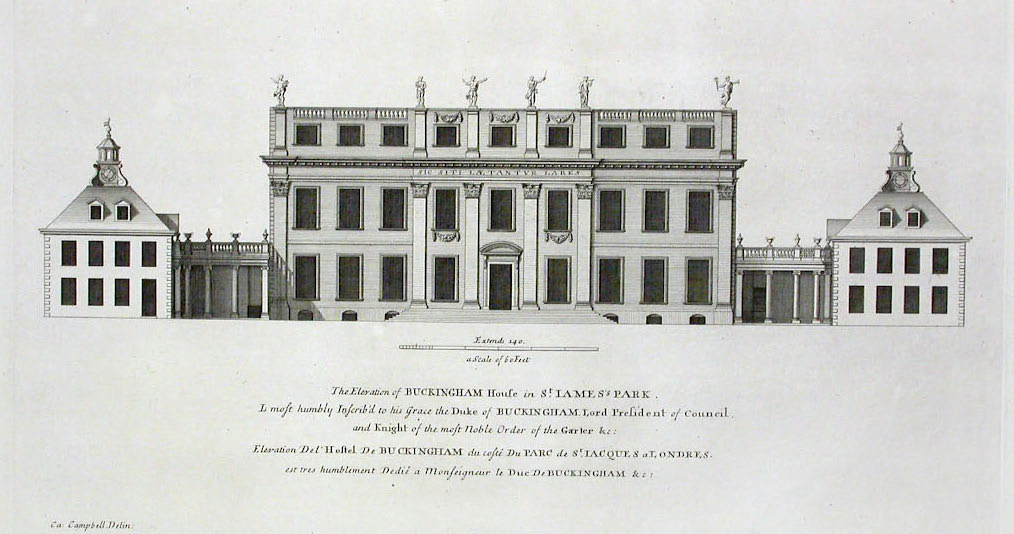
Gebäude mit Attikageschoss (Buckingham House, London, 18. Jh.)

Das Attikageschoss oder Attische Geschoss ist ein über dem Kranzgesims befindliches niedriges Obergeschoss, das in der Fassadengliederung die Rolle der Attika übernimmt. An Schlossbauten des Barocks war dieses niedrige Obergeschoss oft etwas zurückgesetzt und hinter der Balustrade der Attika verborgen.
Im Klassizismus hingegen wurde das Abschlussgesims oft ganz weggelassen, so dass aus dem Attikageschoss ein abschließendes Mezzanin wurde, das in der Fassadengliederung oft nur noch daran zu erkennen ist, dass die Fenster weniger hoch und oft auch insgesamt deutlich kleiner als die darunterliegenden Fenster sind.
Wenn sich die Fenster des Attikageschosses im Kniestock befinden, so liegen die dahinterliegenden Räume in der Regel teilweise im Dachraum. Heute werden solche Räume meist zusätzlich mit Dachflächenfenstern ausgestattet, wodurch sich gut belichtete und hochwertig nutzbare Räumlichkeiten ergeben.
In der Schweiz ist Attikawohnung eine Bezeichnung für die Wohnung in einem Penthouse.
Im Englischen wandelte sich die Bedeutung des Begriffs, so dass als Attic heute in der Regel nur der Dachboden bezeichnet wird.

## Technisches
In der klassischen Baukunst ist die Höhe der Attika in der Regel rund ein Drittel der darunterliegenden Architekturordnung. 
Heute wird auch von einer Attika gesprochen, wenn diese lediglich 30 bis 50 cm über die oberste Geschossdecke ragt.
In der heutigen Zeit wird die Attika auch als Sicherheitselement verwendet. Insbesondere im Hallenbau mit Flachdach werden Brandschutzwände mit einer Attika versehen, um im Falle eines Feuers ein Überschlagen der Flammen auf das Dach zu verhindern.